# Xylocopa mcgregori
Xylocopa mcgregori är en biart som beskrevs av Cockerell 1920. Xylocopa mcgregori ingår i släktet snickarbin, och familjen långtungebin. Inga underarter finns listade i Catalogue of Life.